# Volker Gruhn
Volker Gruhn (* 19. Juli 1963) ist ein deutscher Informatiker und Professor für Praktische Informatik, insbesondere Software Engineering. Er ist Inhaber des Lehrstuhls für Software Engineering an der Universität Duisburg-Essen. Er ist Mitgründer und Vorsitzender des Aufsichtsrats der Adesso SE und Vorsitzender des Aufsichtsrats der Staige One AG.

## Akademischer Werdegang
Gruhn studierte von 1982 bis 1987 Informatik an der Universität Dortmund und promovierte dort 1991. Anschließend arbeitete er für das Fraunhofer-Institut für Software- und Systemtechnik ISST. Ab 1994 war er für drei Jahre Mitglied der Geschäftsführung eines Softwarehauses der VEBA AG.
Im Jahr 1997 wurde Gruhn an der Universität Dortmund auf eine Professur für Praktische Informatik berufen. Dort forschte er zur Entwicklung von e-Business-Anwendungen und komponentenbasierten Software-Architekturen. Von 2002 bis 2010 war Gruhn Inhaber des Lehrstuhls für Angewandte Telematik/e-Business an der Universität Leipzig. Sein Forschungsschwerpunkt war hier die Entwicklung mobiler, verteilter Softwaresysteme.
Seit Sommersemester 2010 ist Gruhn Inhaber des Lehrstuhls für Software Engineering an der Universität Duisburg-Essen. Seine Forschungsschwerpunkte in diesem Bereich liegen auf der Entwicklung datengetriebener Systeme und in der Anwendung von Techniken Künstlicher Intelligenz auf den Prozess der Softwareentwicklung.
Neben seiner Lehrtätigkeit ist er seit 2019 Mitglied des Hochschulrats der Universität Leipzig. Seit 2020 ist er auch Mitglied des Kuratoriums des Fraunhofer-Instituts für Software- und Systemtechnik (ISST) sowie des Fraunhofer-Instituts für Entwurfstechnik Mechatronik (IEM).

## Berufliche Laufbahn
Gruhn gehörte 1997 zu den Gründern der adesso SE. Heute ist er Vorsitzender des Aufsichtsrats des Unternehmens. Zudem ist er Vorsitzender des Aufsichtsrats der Staige One AG (ehemals AISportsWatch GmbH). Er ist Mitglied im Beirat der Rogon Technologies GmbH.
Er ist überdies Mitgründer der SF Group (2008) in Leipzig, der Gesundheitsforen Leipzig GmbH (2009), der CampusLab GmbH (2012), der Interaction Room GmbH (2014), der TamedAI GmbH (2020), alle mit Sitz in Essen, sowie der it factum GmbH (2007), mit Sitz in München.
2023 wurde Gruhn in den Hauptvorstand des Bitkom gewählt.
Darüber hinaus engagiert er sich in folgenden Gremien:
- DAK-Digitalisierungsbeirat[15]
- BVB-Wirtschaftsrat[16]
- Adesso-Venture-Beirat
- Hochschulbeirat Adesso[17]
- Bitkom-Landessprecher NRW[18]
- Staige One: AR-Vorsitzender[19]

Er ist Autor und Co-Autor von über 500 nationalen und internationalen Veröffentlichungen und Konferenzbeiträgen. Unter anderem schrieb er 2016 gemeinsam mit Rüdiger Striemer und Matthias Book Tamed Agility: Pragmatic Contracting and Collaboration in Agile Software Projects. Mit „The Essence of Software Engineering“ richtete er 2017 eine Konferenz zum Thema Software Engineering aus. 2021 war er einer der Initiatoren der sogenannten New School of IT. Dieses Konzept analysiert die Bedeutung der IT für den Unternehmenserfolg und leitet daraus Handlungsempfehlungen für Unternehmen ab. Seit 2021 moderiert er den Podcast IT-Tacheles zu den Themen Softwareentwicklung und Digitalisierung.